# Espectáculo de la Restauración

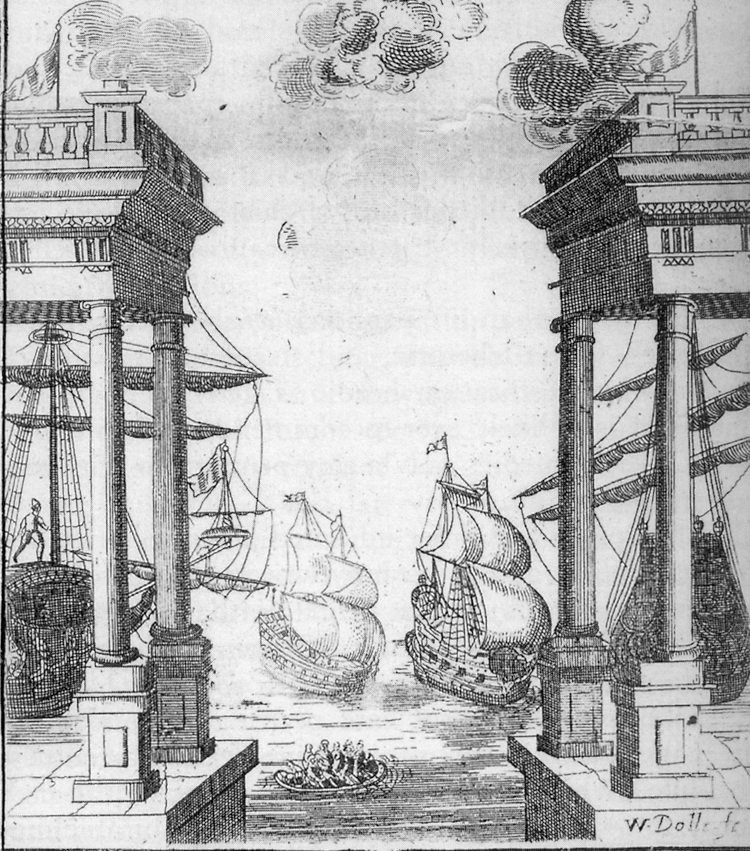
Detalle de la escenografía de The Empress of Morocco (1673) de Elkanah Settle, en el Duke’s Theatre, Londres. Grabado de William Dolle que muestra la elaborada escenografía típica del teatro de la Restauración inglesa.

El espectáculo de la Restauración se refiere un tipo de representación teatral caracterizada por el uso de complejas máquinas escénicas, que llamó la atención del público londinense en el período de la Restauración inglesa de finales del siglo XVII, y que involucraba al público con acción, música, danza, escenarios móviles, trampantojos barrocos, lujosos vestuarios y efectos especiales como trucos de escotilla, actores "voladores" o fuegos artificiales. Estos espectáculos siempre tuvieron mala reputación como una amenaza vulgar y comercial al teatro de la Restauración, ingenioso y "legítimo"; sin embargo, atrajeron al público londinense en números sin precedentes y los dejaron impresionados y encantados.
Fundamentalmente tenían un origen inglés, con raíces en las mascaradas de la corte a principios del siglo XVII, aunque nunca se avergonzaron de tomar ideas y tecnología teatral de la ópera francesa. Aunque a veces se les llama a estos espectáculos "ópera inglesa", su variedad es tanta que los propios historiadores del arte con frecuencia se muestran renuentes a la posibilidad de unificarlos como un solo género. Sólo un puñado de obras de este periodo son propiamente "óperas", puesto que la mayor parte de las veces, la dimensión musical quedaba subordinada a lo visual. Era el espectáculo y la puesta en escena lo que atraía al público, como queda evidenciado en muchos comentarios en el diario del aficionado al teatro Samuel Pepys. La competición entre compañías teatrales para presentar el mayor espectáculo llevó a una espiral de costes crecientes y cada vez menores beneficios. Un fiasco como la obra de John Dryden Albion y Albanius pondría a una compañía en una posición delicada, mientras que grandes éxitos de taquilla como la obra de Thomas Shadwell Psyche o la de Dryden Rey Arturo les sanearía la economía durante largo tiempo.

## Definición
La distinción entre los dramas de la Restauración "legítimos" y los espectáculos de la Restauración, también llamados "espectaculares musicales", o "espectaculares de Dorset Garden", u "obras de máquinas" (machine play) es más una distinción de grado que de clase. Todas las obras de teatro de la época incluían música, bailes y algunos escenarios, y la mayoría también canciones. El drama heroico de la restauración, a pesar de toda su literariedad, se basaba en escenarios opulentos. Sin embargo, el verdadero espectáculo de la restauración, de los cuales Milhous cuenta sólo ocho durante todo el período de la Restauración de 1660-1700, se producía a una escala completamente diferente. Los espectáculos o espectaculares se definen por la gran cantidad de escenearios y el número de artistas requeridos, las grandes sumas de dinero invertidas, el potencial de grandes ganancias y el largo tiempo de preparación necesario. Milhous calcula que probable se necesitaban al menos cuatro a seis meses de planificación, contratación, construcción y ensayos, en comparación con las cuatro a seis semanas de ensayos que tenía una nueva obra "legítima".